# Tiptur
Tiptur è una città dell'India di 53.043 abitanti, situata nel distretto di Tumkur, nello stato federato del Karnataka. In base al numero di abitanti la città rientra nella classe II (da 50.000 a 99.999 persone).

## Geografia fisica
La città è situata a 13° 15' 31 N e 76° 28' 42 E e ha un'altitudine di 861 m s.l.m..

## Società

### Evoluzione demografica
Al censimento del 2001 la popolazione di Tiptur assommava a 53.043 persone, delle quali 27.277 maschi e 25.766 femmine. I bambini di età inferiore o uguale ai sei anni assommavano a 5.692, dei quali 2.962 maschi e 2.730 femmine. Infine, coloro che erano in grado di saper almeno leggere e scrivere erano 39.298, dei quali 21.455 maschi e 17.843 femmine.